# Шобанказган
Шобанказган (каз. Шобанқазған) — село в Кармакшинском районе Кызылординской области Казахстана. Входит в состав Комекбаевского сельского округа. Код КАТО — 434655700.

## География
Расположено в песчаной пустыне Кызылкумы 250 км юго-западнее районного центра Жосалы, в 4 км от государственной границы между Казахстаном и Узбекистаном, на берегу сухого русла Жанадарья. В селе имеется артезианский колодец, обеспечивающий жителей водой для питьевых нужд и позволяющий заниматься бахчеводством. 

## История
До начала 1990-х годов в селе работала метеостанция «Чабанказган», относившаяся к Узбекскому республиканскому управлению по гидрометеорологии.
Официально образовано в 2008 году.

## Население
По данным 1999 года, в селе не было постоянного населения. По данным переписи 2009 года, в селе проживали 483 человека (244 мужчины и 239 женщин).